# Jean Le Moine
Jean Le Moine (ur. ok. 1250 w Crécy − zm. 22 sierpnia 1313 w Awinionie) – francuski kardynał. Jego nazwisko jest niekiedy latynizowane jako Johannes Monachus.

## Życiorys
Pochodził z Crécy. Studiował prawo i teologię na uniwersytecie w Paryżu, uzyskijąc tytuł doktora. Następnie został kanonikiem kapituł w Paryżu i Amiens, audytorem Roty Rzymskiej (1282) i dziekanem kapituły w Bayeux (1288 do 1292). Wicekanclerz Świętego Kościoła Rzymskiego 1288-94. Pod koniec 1293 kapituła katedralna w Arras wybrała go na biskupa tej diecezji, jednak już w następnym roku papież Celestyn V wezwał go z powrotem do Rzymu i 18 września 1294 mianował kardynałem prezbiterem SS. Marcellino e Pietro. Uczestniczył w konklawe 1294 i konklawe 1303, z powodu choroby nie mógł jednak wziąć udziału w wyborze Klemensa V w 1305. W 1302 bezskutecznie mediował w konflikcie między papieżem Bonifacym VIII a królem Francji Filipem Pięknym. Kardynał protoprezbiter od 1300. W 1305 został wybrany na kamerlinga Świętego Kolegium Kardynałów. Był autorem komentarza do bulli ustanawiającej obchody roku jubileuszowego 1300 oraz komentarza do zbioru prawa kanonicznego (Glossa aurea Joannis Monachi cardinalis in Sextum Decretalium). W Paryżu ufundował tzw. Collège du Cardinal Lemoine, które przetrwało do rewolucji francuskiej. Zmarł w Awinionie.